# Улрих фон Клинген
Улрих фон Клинген (на немски: Ulrich Vogt von Klingen; † сл. 1261) е благородник от род Клинген от Тургау, Швейцария, фогт на Щайн и Клинген.
Той е син на Валтер фогт фон Клинген († сл. 1209). Ок. 1200 г. замъкът Алтенклинген при Виголтинген, югозападно от Констанц в Тургау е престроен на дворец и фамилията живее там до 1395 г.
Фамилията фон Клинген измира през 1395 г. в битката при Земпах като войници на херцог Леополд III Хабсбург.

## Фамилия
Улрих фон Клинген се жени за Аделхайд († сл. 1247). Те имат шест деца:
- Елизабет/Аделхайд фон Клинген († сл. 16 януари 1316/1323), омъжена сл. 1267 г. за граф Рудолф VII (III) фон Тирщайн († 17 август/27 август 1318)
- Улрих фон Клинген († 1301), баща на:
  - Улрих фон Клинген, съдия в Тюрингия († 24 октомври 1355)
- Улрих фон Клинген († 1301), баща на;
  - Улрих 'Стари' фон дер Хоенклинген, шериф на Щайн († 6 януари/ 3 март 1328)
- Валтер фон Клинген
- Валтер фон Клинген
- Конрад фон Клинген